# Günter H. Lenz
Günter H. Lenz (* 7. Februar 1940; † 24. Juli 2012 in Berlin) war ein deutscher Amerikanist und Hochschullehrer.

## Leben und Wirken
Günter H. Lenz studierte Anglistik, Germanistik, Philosophie und Soziologie an der Universität Frankfurt/M. und der University of Bristol. Nach dem ersten Staatsexamen für den höheren Schuldienst 1967 in Frankfurt/M. promovierte er dort 1968 über Samuel Taylor Coleridge. Bis 1972 war er an dieser Universität als wissenschaftlicher Assistent tätig, anschließend erhielt er eine Professur für Anglistik und Amerikanistik, die er bis 1993 innehatte. Ab 1993 lehrte er dann an der Humboldt-Universität zu Berlin. 2005 wurde er emeritiert. In seinen zahlreichen Veröffentlichungen beschäftigte sich Lenz vor allem mit den modernen Amerikastudien und dem Multikulturalismus.
Gastprofessuren führten in an mehrere Universitäten in den USA. Er war Mitarbeiter in mehreren in- und ausländischen Fachgesellschaften.

## Veröffentlichungen (Auswahl)
- Die Dichtungstheorie S. T. Coleridges. Die Konzeption der Imagination als Paradigma der romantischen Poetologie (= Neue Beiträge zur Anglistik und Amerikanistik, Bd. 9). Athenäum-Verlag, Frankfurt/M. 1971 (= Dissertation Universität Frankfurt/M.).
- (Mithrsg.): Amerikastudien. Theorie, Geschichte, interpretatorische Praxis. Metzler, Stuttgart 1977.
- (Hrsg.): History and tradition in Afro-American culture (= Schriftenreihe des Zentrums für Nordamerika-Forschung / Universität Frankfurt, Bd. 1). Campus-Verlag, Frankfurt/M. 1984, ISBN 3-593-33377-5.
- (Hrsg.): Crisis of modernity. Recent critical theories of culture and society in the United States and West Germany (= Campus-Forschung, Bd. 486). Campus-Verlag, Frankfurt/M. 1986, ISBN 3-593-33619-7.
- (Hrsg.): Reconstructing American literary and historical studies (= Campus-Forschung, Bd. 648). Campus-Verlag, Frankfurt/M. 1990, ISBN 3-593-34287-1.
- (Hrsg.): Afro-Amerika im amerikanischen Dokumentarfilm (= Crossroads, Bd. 7). Wiss. Verlag Trier, Trier 1993, ISBN 3-88476-012-2.
- (Hrsg., mit Klaus J. Milch): American studies in Germany. Campus-Verlag, Frankfurt/M. 1995, ISBN 3-593-35343-1.
- (Hrsg.): Amerikanische Short-Stories des 20. Jahrhunderts. Reclam, Stuttgart 1998, ISBN 978-3-15-059741-5.
- (mit John Carlos Rowe): Die Vermittlung kultureller Differenz. Multikulturalismus und die Internationalisierung der Amerikastudien. In: Frank Trommler/Elliot Shore (Hrsg.): Deutsch-amerikanische Begegnungen. Konflikt und Kooperation im 19. und 20. Jahrhundert. Deutsche Verlags-Anstalt, Stuttgart 2001, S. 379–401, ISBN 3-421-05473-8.
- Transculturations. American studies in a globalizing world – the globalizing world in American studies. In: Amerika-Studien, Bd. 47 (2002), H. 1, S. 97–119.
- (Hrsg., mit Utz Riese): Postmodern New York City. Transfiguring spaces – Raum-Transformationen (= Anglistische Forschungen, Bd. 320). Winter, Heidelberg 2003, ISBN 3-8253-1501-0.
- (Mithrsg.): CinematoGraphies. Fictional strategies and visual discourses in 1990s New York City (= American studies, Bd. 129). Winter, Heidelberg 2006, ISBN 3-8253-5144-0.
- (Mithrsg.): Toward a new metropolitanism. Reconstituting public culture, urban citizenship, and the multicultural imaginary in New York and Berlin (= American studies, Bd. 142). Winter, Heidelberg 2006, ISBN 3-8253-5227-7.
- A critical history of the new American Studies, 1970–1990. Hrsg. von Reinhard Isensee u. a. Dartmouth College Press, Hannover, NH 2017, ISBN 1-5126-0002-4.

Außerdem zahlreiche Aufsätze in Fachzeitschriften und Sammelbänden.
Festschrift
- Wilfried Raussert/Reinhard Isensee (Hrsg.): Transcultural visions of identities in images and texts. Transatlantic American studies [Festschrift in honor of Günter H. Lenz] (= American studies, Bd. 175). Winter, Heidelberg 2008, ISBN 3-8253-5560-8.